# Corvus Phantom
Die Corvus Phantom ist ein zweisitziges Ultraleichtflugzeug, das von der Firma Corvus-Aircraft in Ungarn hergestellt wird und ab 2008 in den deutschen Markt eingeführt wurde. Nach Deutschland wird das Flugzeug vom Flugsportzentrum in Bautzen importiert.

## Technische Daten
| Kenngröße                       | Daten der Corvus Phantom                                                      |
| ------------------------------- | ----------------------------------------------------------------------------- |
| Typ:                            | Ultraleichtflugzeug                                                           |
| Länge:                          | 6,52 m                                                                        |
| Spannweite:                     | 9,6 m                                                                         |
| Höhe:                           | 2,26 m                                                                        |
| Tragflügelfläche:               | 11,40 m²                                                                      |
| Motoren:                        | - JABIRU 3300 / 120 PS oder - JABIRU 2200 / 80 PS oder - Rotax 912 S / 100 PS |
| Minimale Geschwindigkeit:       | 65 km/h (stall speed!)                                                        |
| Maximalgeschwindigkeit:         | 270 km/h                                                                      |
| Reichweite mit Reserve:         | 1600 km                                                                       |
| Leergewicht ohne Rettungsgerät: | 270 kg                                                                        |
| Maximales Startgewicht:         | 472,5 kg                                                                      |
| Reisegeschwindigkeit:           | 250 km/h                                                                      |